# Takamasa Yamazaki
Takamasa Yamazaki (山﨑 貴雅 Yamazaki Takamasa?, nacido el 17 de marzo de 1992 en Gifu) es un futbolista japonés que se desempeña como defensa.

## Trayectoria

### Clubes
| Club                | País  | Año         |
| ------------------- | ----- | ----------- |
| FC Kariya           | Japón | 2014        |
| Mito HollyHock      | Japón | 2015        |
| Kagoshima United FC | Japón | 2015        |
| Vanraure Hachinohe  | Japón | 2016 - 2017 |

## Estadística de carrera

### J. League
| Club           | Año   | J. League | J. League | Copa J. League | Copa J. League | Total | Total |
| Club           | Año   | Part.     | Goles     | Part.          | Goles          | Part. | Goles |
| -------------- | ----- | --------- | --------- | -------------- | -------------- | ----- | ----- |
| Mito HollyHock | 2015  | 1         | 0         | -              | -              | 1     | 0     |
| Total          | Total | 1         | 0         | 0              | 0              | 1     | 0     |